# Partula crassilabris
Partula crassilabris е изчезнал вид коремоного от семейство Partulidae.

## Разпространение
Видът е бил разпространен във Френска Полинезия.